# Dealer
Dealer je obchodník s cennými papíry, finanční trader, který provádí obchody na svůj vlastní účet. Nese plnou odpovědnost za své obchody i veškerá rizika, například riziko ztráty. Dealeři jsou na trzích významní hráči, dodávají jim likviditu. Snaží se vydělávat na rozdílech cen bid a ask.
Na svůj účet nakupují také individuální investoři, což mohou být jednotlivé osoby nebo firmy, anebo institucionální investoři jako jsou banky, investiční, pojišťovací společnosti a penzijní fondy.
Dealer může vystupovat na burze s cennými papíry v pozici tvůrce trhu. Místu, kde se setkají dealeři a obchodují mezi sebou cenné papíry na své vlastní účty, se říka dealer market. Brokeří mají vstup na tyto trhy zakázán.
Obchodovat na burze je tedy možné i za pomoci dealera, díky kterému může broker nebo institucionální investor požadované cenné papíry z burzy získat, protože dealer s nimi běžně obchoduje na vlastní účet a lze přepokládat, že jich má určitou zásobu.